# Шахматная олимпиада 2004
36-я шахматная олимпиада проходила в городе Кальвия (Испания), с 14 октября по 31 октября 2004 года. Участие в олимпиаде приняло 130 (мужских) команд. Составы команд у мужчин: 4 основных и 2 запасных участника.
Соревнования проводились по швейцарской системе для командных соревнований в 14 туров.

## Составы команд

#### Украина
Иванчук, Пономарёв, Волокитин, Моисеенко, Эльянов, Карякин

#### Россия
Морозевич, Свидлер, Грищук, Дреев, Халифман, Звягинцев

#### Армения
Акопян, Аронян, Ваганян, Лпутян, Саркисян, Минасян

#### США
Онищук, Шабалов, Гольдин, Кайданов, И. Новиков, Гулько

#### Израиль
Гельфанд, Сутовский, Смирин, Аврух, Хузман, Ройз

#### Индия
Ананд, Сашикиран, Харикришна, Гангули, Кунте, Сандипан

#### Куба
Л. Домингес, Брусон, Н. Дельгадо, Ногейрас, Аренсибиа, Кесада

#### Нидерланды
ван Вели, И. Соколов, Тивяков, Тимман, ван ден Дул, Нейбур

#### Болгария
Кир. Георгиев, Делчев, Чепаринов, В. Спасов, Чаталбашев, Радулский

#### Испания
Широв, Вальехо, Ильескас, Сифуэнтес, Ромеро Ольмес, Арисменди

## Итоговая таблица
| Место | Страна              | Очки |
| ----- | ------------------- | ---- |
| 1     | Украина             | 39½  |
| 2     | Россия              | 36½  |
| 3     | Армения             | 36½  |
| 4     | США                 | 35   |
| 5     | Израиль             | 34½  |
| 6     | Индия               | 34   |
| 7     | Куба                | 33½  |
| 8     | Нидерланды          | 33   |
| 9     | Болгария            | 32½  |
| 10    | Испания (I)         | 32½  |
| 11    | Греция              | 32½  |
| 12    | Польша              | 32   |
| 13    | Швейцария           | 32   |
| 14    | Узбекистан          | 32   |
| 15    | Сербия и Черногория | 32   |
| 16    | Германия            | 32   |
| 17    | Словения            | 32   |
| 18    | Беларусь            | 32   |

| Место | Страна               | Очки |
| ----- | -------------------- | ---- |
| 19    | Филиппины            | 32   |
| 20    | Румыния              | 32   |
| 21    | Грузия               | 31½  |
| 22    | Азербайджан          | 31½  |
| 23    | Франция              | 31½  |
| 24    | Китай                | 31½  |
| 25    | Босния и Герцеговина | 31½  |
| 26    | Казахстан            | 31½  |
| 27    | Литва                | 31½  |
| 28    | Дания                | 31½  |
| 29    | Чехия                | 31   |
| 30    | Англия               | 31   |
| 31    | Венгрия              | 31   |
| 32    | Эстония              | 31   |
| 33    | Латвия               | 31   |
| 34    | Аргентина            | 31   |
| 35    | Австралия            | 31   |
| 36    | Молдова              | 30½  |

| Место | Призёры |
| ----- | --- |
| 1     | Василий Иванчук, Руслан Пономарёв, Андрей Волокитин, Александр Моисеенко, Павел Эльянов, Сергей Карякин                        |
| 2     | Александр Морозевич, Пётр Вениаминович Свидлер, Александр Грищук, Алексей Сергеевич Дреев, Александр Халифман, Вадим Звягинцев |
| 3     | Владимир Акопян, Левон Аронян, Рафаэль Ваганян, Смбат Лпутян, Габриэл Саркисян, Арташес Минасян                                |